# Ausztráliai Magyar Református Egyház
Az Ausztráliai Magyar Református Egyház (angol nevén: Hungarian Reformed Church in Australia) a diaszpórában működő magyar protestáns egyházszervezet.
Az Ausztráliai Magyar Református Egyház tagja a 2011-ben alakult Magyar Diaszpóra Tanácsnak.

## Története
Ausztráliába a második világháború után érkeztek meg az első magyar bevándorlók, majd az '56-os forradalom idején érkezett a második komolyabb magyar bevándorló hullám az országba. Ezután a '70-es, '80-as években érkeztek, elsősorban vajdasági és erdélyi magyarok e távoli kontinensre. A nagyobb ausztrál városokban már a kezdetek kezdetén megszervezték gyülekezeteiket, ezek munkája azonban csupán az adott város közvetlen környékére terjedt ki, a vidéken élők ezekbe nem tudtak bekapcsolódni (a szórvány helyzet ma is nagy problémája az ausztráliai magyar diaszpórának).
Az ausztráliai magyar reformátusok első lelkésze dr. Antal Ferenc volt, az ő szolgálata nyomán alakult ki a reformátusok komoly szervezete, újsággal, komoly kulturális élettel is a hitélet mellett. Az egyház munkájába egy második lelkész is bekapcsolódott 1986-ban, Maczi István személyében. Később további lelkipásztorokkal és szolgatársakkal bővült az egyház munkatársi köre. Jelenleg 4 főállású lelkipásztor és több hitoktató végzi a feladatokat az AMRE-ben.
Ausztráliában szervezeti szempontból négy református kerület jött létre, melyek bár megnevezésükben hasonlítanak a magyarországi egyházkerületekre, merőben különböznek azoktól: egy-egy kerület gyakorlatilag egy egyházközséget és a hozzájuk tartozó területet jelentik, melyek létszámukban alig érik el egy közepes magyarországi egyházközség méretét. Elsőként a Victoria kerület alakult meg 1949-ben.

## Szervezete
Az Ausztráliai Magyar Református Egyház szervezete jellegzetes eltéréseket mutat más magyar református egyháztestekhez képest. Négy kerületbe szerveződnek, melyek méretükben inkább egy-egy magyarországi gyülekezet létszámát, ha elérik. A szervezetiségben továbbá nincs hierarchia, minden szervezeti rész (kerület/gyülekezet) egyenrangú, saját területén mindenben önálló döntéseket hoz, lelkészeik gyakorlatilag "esperesek", illetve "püspökök" a saját területükön.
Az AMRE négy kerülete a következő:

### Victoria Kerület
Központja: Melbourne
Anyaegyházközség: North Fitzroy-i Gyülekezet (Melbourne)
További gyülekezetek: -

### New South Wales-i Kerület
Központja: Sydney
Anyaegyházközség: Srathfieldi Gyülekezet (Sydney)
További gyülekezetek: Canberrai Gyülekezet, és még 6 szórványgyülekezet.

### Queensland-i Kerület
Központja: Brisbane
Anyaegyházközségek: Brisbane-i Gyülelezet és  Golden Coast-i Gyülekezet
További gyülekezetek: -

### Dél-Ausztráliai Kerület
Központja: Adelaide
Anyaegyházközség: Adelaide-i Gyülekezet
További gyülekezetek: egy szórványgyülekezet

## Álláspontja nemzetiségi és állampolgársági kérdésekben
Az Ausztráliai Magyar Református Egyház nyíltan támogatja a Magyarország határain kívül élők magyar állampolgárságát, illetve a magyar kisebbségek jogainak és identitásának megtartásához való jogát.